# 吉利爾莫·法拉斯加
吉利爾莫·法拉斯加（西班牙語：Guillermo Falasca；1977年10月24日—）是一位西班牙排球運動員。他也是西班牙國家男子排球隊的一員。他在2007年幫助西班牙獲得排球歐洲聯賽的冠軍。